# Sarah Hildebrandt
Sarah Hildebrandt (n. 23 septembrie 1993, Granger⁠(d), St. Joseph County, Indiana, SUA) este o luptătoare ce a reprezentat Statele Unite ale Americii, medaliată olimpică. A participat la 2 ediții ale Jocurilor Olimpice (2020, 2024) în care a câștigat o medalie de aur și o medalie de bronz.